# Christoph Jakob Mellin
Christoph Jakob Mellin (* 8. Oktober 1744 im Kempten; † 27. August 1817 in Kempten) war ein deutscher Mediziner und Autor medizinischer Fach- und Volksschriften.

## Leben
Mellin war der Sohn des Archidiakons Johann Michael Mellin. Ab 1761 studierte er in Jena zunächst Theologie, wechselte aber bald zur Medizin. 1766 wurde er in Jena zum Dr. med. promoviert. Daraufhin hielt er sich kurz in seiner Heimatstadt sowie in Straßburg auf. 1768 plante er in Jena medizinische Vorlesungen zu halten, wurde aber von Ernst Gottfried Baldinger nach Langensalza empfohlen, wo er dann als praktischer Arzt tätig war. 1770 reiste er nach Berlin, daraufhin nach Dresden und Altenburg, wo er einige Zeit ansässig war. 1772 reiste er nach dem Tod seiner Mutter nach Kempten, bald darauf an den Rhein (u. a. nach Mannheim), nach Niedersachsen, Hamburg, Holland und England.
1774 wurde er zum Physikus und Stadtarzt in Kempten bestellt, wo er bis zu seinem Tod tätig war. 1781 bis 1785 war er zudem Arzt des Kemptener Fürstabts Honorius Roth von Schreckenstein, ab 1783 auch Arzt der Fürsten von Königsegg-Rothenfels.

## Werk und Wirkung
Mellins Hauptwerk, die Praktische Materia Medica, wurde erstmals 1771 veröffentlicht und bis 1793 mehrfach erweitert. Das Werk vermittelt Wissen aus der Allgemeinmedizin sowie der Homöopathie und fasst den Wissenstand im letzten Viertel des 18. Jahrhunderts und Anfang des 19. Jahrhunderts zusammen, indem Rezepturen für unterschiedliche Anwendungen beschrieben werden.
In der zweiten Auflage der Ausgabe Praktische Materia Medica vom 19. März 1778 empfiehlt Mellin das Deutsche Apothekerbuch seines Freundes Johann Christian Traugott Schlegel. Zu seinen weiteren Freunden zählte der kurbayerische Rat Georg Ludwig Claudius Rousseau (1724–1794), der die Praktische Materia Medica gleichfalls im Unterricht verwendete, nachdem zuvor der kurfürstliche Leibarzt Johann Anton von Woltter (1709–1787) das Werk für den Lehrunterricht an der Ingolstadt zugelassen hatte.
Mit der fünften Auflage vom 8. Oktober 1792 beruft er sich auf Lehrende in Altdorf, den „akademischen Freund“ Johann Gottfried Morgenbesser (1741–1804) in Breslau, Johann Christoph Andreas Mayer (1747–1801) in Frankfurt an der Oder, die Professoren Georg Friedrich Christian Fuchs (1760–1813) und Christian August Friedrich Hellfeld (1757–1844) in Jena sowie Johann Heinrich Rahn in Zürich. Weiterhin verweist er darauf, dass sein Werk an den Universitäten in Altdorf, Breslau und Ingolstadt (spätestens seit 1778) in Vorlesungen verwendet wird.

## Mitgliedschaften
- Lateinische Gesellschaft Jena (ab 1762)[2]
- Churbayerische Akademie (auswärtiges Mitglied der philosophischen Klasse, ab 1770)[3]
- Kaiserliche Akademie der Naturforscher Leopoldina (Sektion Medizin, ab 1779)[4]
- K. k. Oberösterreichische Gesellschaft Innsbruck (ab 1783)[2]
- Helvetische Gesellschaft correspondierender Ärzte und Wundärzte (ab 1791)[2]

## Schriften
Praktische Materia Medica
- Praktische Materia Medica. Richter, Altenburg 1771.
- Praktische Materia Medica. Zweyte, vermehrte und verbesserte Auflage. Frankfurt, Leipzig und Kempten 1778. (books.google.de, SUB Göttingen)
- Praktische Materia Medica. Dritte Auflage 1788
- Praktische Materia Medica. Vierte, vermehrte und verbesserte Auflage. Varrentrapp und Wenner, Frankfurt am Main 1789.
- Praktische Materia Medica. Fünfte, vermehrte und verbesserte Auflage. Barrentrap und Wenner, Frankfurt am Main 1793, urn:nbn:de:hbz:061:2-147373

Weitere Schriften
- De usu frictionum in arte salutaria. Dissertation, 1766.[2]
- Von den Vorbauungsmitteln. Zweyte, vermehrte und verbesserte Auflage. Augsburg 1772. (Digitalisat)
- Medicinische Abhandlungen von den Vorbauungsmitteln nach den Tissotischen Grundsätzen. Martini, Langensalza 1769.[5] neue Ausgabe: Augsburg 1773.
- Carl. Eine Geschichte welche die Gesundheits-Lehren enthält. Langensalza 1769.
- Von dem Keichhusten der Kinder welcher in den Jahren 1768 und 1769 in Langensalza herrschte. Frankfurt / Leipzig 1770 (urn:nbn:de:bvb:12-bsb10473526-6)
- Selecta formularum medicinalium exempla. Richter, Altenburg 1771.
- Auszüge aus den besten medicinischen Probeschriften des 16ten und 17ten Jahrhunderts. Richterische Buchhandlung, Altenburg 1771 (books.google.de), 2. Teil 1774, 3. Teil: Weiß, Offenbach 1783, 4. Teil 1786.
- Pharmacia seculo moderno accommodata. Richter, Altenburg 1772.[6] urn:nbn:de:hbz:061:2-10171
- Landapotheke oder Sammlung der besten Arzeneien für Menschen und Thiere nebst einem Anhang, von den Mitteln, Ertrunkenen, Erfrorne, Erhenkte und Erstickte zu retten. Stage, Augsburg 1772, 2. verbesserte und vermehrte Auflage 1776.[7]
- Der Kinderarzt. Kempten 1781 (books.google.de urn:nbn:de:bvb:12-bsb10473523-0). 2. Auflage 1783.
- Die Hausmittel. Ein Wörterbuch für Jedermann. Zum Besten der Armen. Kempten 1786 (books.google.de); weitere Ausgaben: Johann Andreas Kienreich, Graz 1791 und 1794, 120 S.
- Der Frauenzimmerarzt. 1807. (urn:nbn:de:bvb:12-bsb10473524-5)